# Ermida da Madalena
A Ermida da Madalena ou Ermida de Santa Maria Madalena situa-se no Largo da Madalena, em Faro, e é de origem tardo-medieval e estilo barroco. Citada frequentemente nas Visitações quinhentistas da Ordem Militar de Santiago, secularizada no século XIX foi adaptada a café e a casa de habitação. Em 1806 recebeu a sepultura de João de Carvalho Ferreira, proprietário do edifício anexo à ermida.
    Diversos vãos foram abertos nas fachadas lateral e principal, destacando-se, nesta última, o antigo frontão do Templo.